# 민족경제협력위원회
민족경제협력위원회(민경협)는 남한 기업의 대북 투자 및 교역 관련 실무를 전담하는 조선민주주의인민공화국 내각의 대외경제기관이다.

## 연혁
- 1998년 5월 민족경제협력연합회(민경련) 출범[3]
- 2005년 6월 22일 민경련 통폐합 및 민족경제협력위원회 출범[4]
- 2008년 조선로동당 산하 민족경제협력연합회 재개편[5]
- 2009년 내각 제외[6]

## 조직
- 민족경제협력연합회
- 정책국
- 광복총회사
- 개성특구경영국
- 금강산총회

## 역대 위원장, 부위원장

### 역대 위원장
- 방강수(?~?)[7]
- 정운업(?~2009)

### 역대 부위원장
- 주동찬(?~?)[8]
- 박명철(?~?)